# 평화기금회

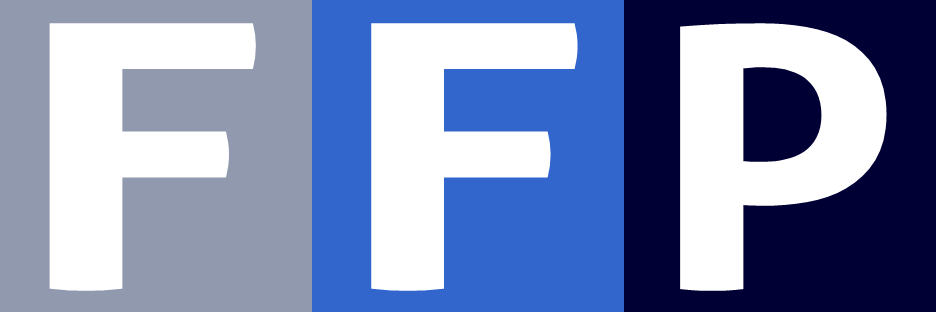
2011년에 채택된 FFP 로고.

평화기금회(Fund for Peace, 平和基金會) 또는 평화기금은 미국의 비영리 비정부 연구 및 교육 기관이다. 1957년에 설립된 FPP는 폭력적인 충돌을 예방하고 지속가능한 안보를 제고시키기 위해 일한다.

## 역사
평화기금회는 1957년 란돌프 컴튼(Randolph Compton)에 의해 설립되었다. 이 조직은 제2차 세계 대전 중에 사망한 란돌프 컴튼의 맏아들 존 파커 컴튼을 기리기 위해 설립되었다. 젊은 시절 존 파커는 전쟁의 영향력, 그리고 인류 문명이 충돌 해결을 위한 다른 수단들의 필요성에 대해 논의하는 수필을 썼다. 존 파커의 사망 이후 컴튼은 정의, 환경, 평화, 인구의 이상에 기초한 단체인 평화기금회를 창설하게 되었다.

## 활동

### 취약국가지수
취약국가지수(Fragile States Index)는 사회적, 경제적, 정치적 지표를 기초로 하여 국가마다 경험하고 있는 압력을 측정하며, 이를테면 인구의 압력, 난민의 유입, 불평등한 경제 개발, 심각한 경제 침체, 인권 등을 들 수 있다.
2005년 데뷔한 실패국가지수(Failed States Index)는 약 75개국의 제한된 평가로 이루어졌으며, 2006년 146개국으로 확장되었고, 그 이듬해에 177개국으로 늘어났다. 남수단은 2011년에 평가 자료에 추가되었다. 2014년 평화기금회는 이 순위의 이름을 취약국가지수(Fragile States Index로 변경하겠다고 발표했으며 실패(failed)라는 논란적인 용어가 인류의 안보 증강 및 생계 개선을 지원하는 논의를 제고시키기 위한 지수의 핵심에서 벗어날 수 있다고 주장하였다.
취약국가지수는 색으로 코딩된 지도, 표, 4단계 랭킹 시스템(경보/Alert, 경고/Warning, 안정/Moderate, 지속 가능/Sustainable)을 사용하여 미래에 대한 현재의 상황과 부정적인 잠재적 상황을 결정한다. 높은 경보에 속하는 4개의 국가는 아프리카 대륙의 일부 지역이다: 소말리아, 수단, 남수단, 콩고 민주 공화국. 경고 단계는 수많은 라틴 아메리카 또는 전 소비에트 국가들로서, 몰도바, 러시아, 벨라루스, 콜롬비아, 볼리비아, 멕시코가 포함된다. 안정 국가는 미국과 여러 유럽 국가들로서, 이를테면 라트비아, 폴란드, 이탈리아, 스페인이 있다. 아이슬란드, 아일랜드섬, 캐나다, 오스트레일리아, 뉴질랜드 등 스칸다비아 국가와 같은 일부 국가들이 지속 가능으로 분류되었다.

### UNLocK
UNLocK은 이해당사자의 이익을 위해 글로벌 정보 기술을 지역 사회망과 연결한다. FFP는 CAST(Conflict Assessment System Tool)의 트레이닝 지역 참여국들인 라이베리아, 우간다, 나이지리아의 충돌에 영향을 받는 국가들에서 워크숍을 수행한다.